# Danh Sơn
Danh Sơn hay Danh San (chữ Hán giản thể: 名山区, Hán Việt: Danh Sơn khu hay Danh San khu) là một khu thuộc địa cấp thị Nhã An, tỉnh Tứ Xuyên, Cộng hòa Nhân dân Trung Hoa. Khu này có diện tích 614 km2, dân số năm 2002 là 260.000 người.
Khu này được chia ra thành các đơn vị hành chính gồm 9 trấn và 11 hương:
- Trấn: Mông Dương, Bách Trượng, Xa Lĩnh, Vĩnh Hưng, Mã Lĩnh, Tân Điếm, Hắc Trúc, Hồng Tinh, Mông Đỉnh Sơn.
- Hương: Mao Hà, Song Hà, Giải Phóng, Hồng Nham, Kiến Sơn, Thành Đông, Tiền Tỉnh, Trung Phong, Liên Giang, Liêu Trường, Vạn Cổ.